# Brug 1155
Brug 1155 is een bouwkundig kunstwerk in Amsterdam-Zuidoost.
Deze duikerbrug ligt onopvallend in het landschap. Ze is alleen herkenbaar als een flauwe helling in de Claus van Amsbergstraat. Die straat werd rond 2000 gepland in het gebied van de honingraatflats Frissenstein, Fleerde en Florijn die in die jaren grotendeels werden afgebroken; slechts enkele segmenten bleven bewaard. De brug 1155 overleefde de sanering van de buurt, die toen volgebouwd werd met laagbouw met enkele uitschieters naar boven. Zoals gebruikelijk voor de Bijlmermeer liggen hier drie brugnummers op rij: brug 1153, brug 1154 (beide aangepast in de sanering) en brug 1155.
Van dit type brug dan wel duiker liggen er meer in deze wijk. Bruggen 1111, 1124, 1125, 1126, 1127, 1128, 1129, 1131, 1150, 1162, 1165, 1172 en 1301 kregen hetzelfde uiterlijk mee. Ze werden wel ontworpen door de Afdeling Bruggen van de Publieke Werken, maar waar voor de gangbare bruggen de specifieke architect bekend is, is dat bij deze bouwwerken dat niet het geval. De duiker ligt half boven de waterspiegel en is ruim 32 meter lang.
<<< · 1100 · 1101 · 1107 · 1008 · 1009 · 1110 · 1111 · 1119 · 1121 · 1122 · 1123 · 1124 · 1125 · 1126 · 1127 · 1128 · 1129 · 1130 · 1131 · 1132 · 1133 · 1134 · 1135 · 1139 · 1140 · 1141 · 1142 · 1143 · 1144 · 1145 · 1146 · 1148 · 1149 · 1150 · 1151 · 1152 · 1153 · 1154 · 1155 · 1156 · 1157 · 1159 · 1162 · 1163 · 1164 · 1165 · 1167 · 1170 · 1171 · 1172 · 1173 · 1174 · 1175 · 1176 · 1177 · 1179 · 1180 · 1181 · 1182 · 1183 · 1184 · 1186 · 1187 · 1188 · 1189 · 1190 · 1191 · 1192 · 1193 · 1194 · 1195 · 1196 · 1197 · 1198 · 1199 · >>>
Brugnummers 1102-1106 (gesloopt), 1112-1118 (gesloopt), 1120, 1136-1138, 1145, 1147, 1158 (onbekend), 1160, 1161, 1166, 1168, 1169, 1178 en 1185 (voetbrug Bijlmerweide bouw 1970, sloop 2015) zijn niet (meer) vergeven.